# Borno (Itàlia)
Borno és un municipi italià de la província de Brescia, a la regió de Llombardia.